# Christoph Deichmann
Christoph Deichmann (* 1576 in Burgsteinfurt; † 1648 in Hamburg) war ein deutscher Jurist und Diplomat.

## Leben
Deichmann war der Sohn des Burgsteinfurter Bürgermeisters Rötger Deichmann und dessen Ehefrau Adelheid Haupt.
Nachdem Deichmann das Gymnasium Arnoldinum in Burgsteinfurt absolviert hatte, immatrikulierte er sich an der Universität zu Köln. Sein weiterer universitärer Werdegang führte ihn an die Hohe Schule Herborn (1595), Universität Wittenberg (1598) und Universität Marburg (1599). Von hier aus begann er seine Cavalierstour, welche ihn einige Jahre lang durch Frankreich, Italien und die Niederlande führte.
Nach seiner Rückkehr war er wieder an der Universität Marburg zu finden, wo er mit Erfolg de potestate disputierte und am 14. März 1605 zum Iuris Utriusque Doctor promoviert wurde. Dort hielt Deichmann im selben Jahr, am 23. Oktober 1605 seine Antrittsvorlesung Oratio de docendi ac discendi iuris necessitate als neu berufener Professor für Rechtswissenschaft. Hier disputierte 1613 auch Hempo von dem Knesebeck über De pactis. 1617 amtierte er als Rektor der Universität.
Seit dem 15. April 1605 war Deichmann mit Christina Vultejus verheiratet, einer Tochter seines früheren Lehrers Hermann Vultejus.
Als Deichmann 1621 eigenmächtig mit dem spanischen General Ambrogio Spinola die Binger Übereinkunft aushandelte, suspendierte ihn Landgraf Moritz von Hessen-Kassel von seinem Dienst. Am 1. Mai 1621 wurde Deichmann dann von seinem Landgrafen fristlos entlassen.
Doch schon einige Wochen später fand Deichmann einen neuen Aufgabenbereich als gräflich-lippischer Kanzler und Vizepräsident des Hofgerichts zu Detmold. Als solcher überwachte er u. a. Fürst Ludwig I. von Anhalt-Köthen und Graf Christian von Waldeck als Vormunde des noch minderjährigen Grafen Simon Ludwig zur Lippe-Detmold.
Deichmann wurde auch als schwedischer Gesandter des Westfälischen Kreises berufen. Herzog Johann Albrecht II. von Mecklenburg-Güstrow berief ihn in dieser Zeit als Kanzler.
1636 nahm Fürst Ludwig I. von Anhalt-Köthen Deichmann in die Fruchtbringende Gesellschaft auf. Er verlieh ihm den Gesellschaftsnamen der Lautere und die Devise in seiner Grüne. Als Emblem wurde Deichmann der Kalmus (Acorus calamus L.) zugedacht. Im Köthener Gesellschaftsbuch findet sich Deichmanns Eintrag unter der Nr. 288. Dort ist auch das Reimgesetz vermerkt, welches er als Dank für seine Aufnahme verfasst hat:
Der Kalmus lauter ist in seiner glatten grüne,
Der langen bletterlein, Wer will nun sein so kühne,
Daß er sich lautter nenn', ohne wan geleuttert ihn
Von oben hat der Herr ahn hertzen muth vnd sinn,
Mitt der bedingung Jch den nahmen hab genommen
Vnd Lauter andern will so sein Zu ihrem frommen,
Eß wird in dieser welt recht lautre frucht gebraucht,
Wan auß dem rechten nit ein handwerck wird gemacht.
Nach dem Tod von Herzog Johann Albrecht II. 1636 wurde seine Witwe, Eleonore Maria von Mecklenburg-Güstrow von Herzog Adolf Friedrich I. von Mecklenburg-Schwerin in einen Prozess über die Vormundschaft ihres Sohnes, des nachmaligen Herzogs Gustav Adolf von Mecklenburg-Güstrow verwickelt. Die Entlassung Deichmanns als Kanzler im Jahre 1639 war eine rein politische Entscheidung.
Landgräfin Amalie Elisabeth von Hessen-Kassel, die Witwe von Landgraf Wilhelm V. von Hessen-Kassel ernannte Deichmann zu ihrem Residenten in Hamburg. Ab 1644 vertrat dieser dort auch Kurbrandenburg.
1648 starb Christoph Deichmann im Alter von 72 Jahren in Hamburg.